# Almut Mommert
Almut Mommert (* 25. März 1944 in Göttingen) ist eine deutsche Politikerin der CDU.
Mommert besuchte die Realschule und die höhere Handelsschule, absolvierte die kaufmännische Lehre und schloss dieser mit der Kaufmannsgehilfenprüfung ab. Daran schloss sich wiederum die Ausbildung zur Industriekauffrau an, 1964 schloss sie auch diese Lehre ab. Sie arbeitete zunächst als Hilfsschwester, als Dekorationsassistentin im Einzelhandel und kaufmännische Angestellte. Von 1972 bis 1977 war sie Betriebsratsvorsitzende. Anschließend übte sie das Amt der Landesgeschäftsführerin beim Ring Christlich-Demokratischer Studenten in Niedersachsen aus. 1981 wurde sie nach Berlin berufen, wo sie als Landessozialsekretärin die CDU-Sozialausschüsse unterstützte. 1989 wechselte sie auf den Posten der Gewerkschaftssekretärin bei der Gewerkschaft der Polizei, zwei Jahre später begann sie als Referentin für Öffentlichkeitsarbeit beim Berufsfortbildungswerk des DGB. Sie war Mitglied der Gewerkschaft ötv und des deutsch-türkischen Vereins Hür Türk. Zudem ist sie Ehrenmitglied der türkischen Gemeinde zu Berlin.
Mommert trat 1970 in die CDU ein. Für diese saß sie von 1973 bis 1981 im Göttinger Stadtrat. 1992 rückte sie in das Abgeordnetenhaus von Berlin nach, in dem sie zeitweise als stellvertretende Vorsitzende ihrer Fraktion fungierte. Zuletzt wurde sie im Wahlkreis Spandau 4 direkt gewählt und vertrat ihren Wohnort Staaken. 2001 schied sie aus dem Parlament aus.